# Western (Ghana)
Western is een regio in het zuidwesten van de West-Afrikaanse staat Ghana. De regio grenst in het westen aan buurland Ivoorkust en in het zuiden aan de Golf van Guinee. In het noorden grenst Western aan de regio Brong-Ahafo, in het noordoosten aan Ashanti en in het oosten aan Central. De regionale hoofdplaats zijn de tweelingsteden Sekondi-Takoradi.

## Bevolking
Volgens de volkstelling van 2010 telt de regio Western bijna 2,4 miljoen inwoners, hetgeen een verviervoudiging is vergeleken met de volkstelling van 1960.
| Jaar | Bevolking | Bevolkingsdichtheid | Urbanisatiegraad |
| ---- | --------- | ------------------- | ---------------- |
| 1960 | 626.155   | 26,2                | 25%              |
| 1970 | 770.087   | 32,2                | 27%              |
| 1984 | 1.157.807 | 48,4                | 23%              |
| 2000 | 1.924.577 | 80,5                | 36%              |
| 2010 | 2.376.021 | 99,3                | 42%              |

In 2010 is zo'n 39% van de bevolking 14 jaar of jonger, terwijl 6% zestig jaar of ouder is.

#### Religie
De meeste inwoners in de regio Western zijn christelijk (82%). De meeste inwoners behoren tot de charismatische beweging of tot de pinkstergemeente (30%). Zo'n 21% is protestants, 16% behoort tot de Katholieke Kerk in Ghana en zo'n 15% behoort tot andere christelijke denominaties.
De islam is met 9% de tweede religie in de regio Western.
Verder is zo'n 7% ongodsdienstig en minder dan 1% hangt een vorm van natuurgodsdiensten aan.

## Districten
Western is onderverdeeld in dertien districten:
- Ahanta West
- Aowin/Suaman
- Bia
- Bibiani/Anhwiaso/Bekwai
- Jomoro
- Juabeso
- Mpohor/Wassa East
- Nzema East
- Sefwi-Wiawso
- Shama Ahanta East Metropolitan
- Wasa Amenfi East
- Wasa Amenfi West
- Wassa West

Ashanti · Brong-Ahafo · Central · Eastern · Greater Accra · Northern · Upper East · Upper West · Volta · Western